# Giroflé-Girofla
Pour l’article ayant un titre homophone, voir Giroflé, Girofla (homonymie).
Personnages
- Don Bolero d'Alcaracas, gouverneur espagnol
- Aurore, son épouse
- Giroflé et Girofla, leurs filles jumelles

Giroflé-Girofla est un opéra bouffe en trois actes de Charles Lecocq sur un livret d'Albert Vanloo et Eugène Leterrier, créée aux Fantaisies-Parisiennes à Bruxelles le 21 mars 1874 puis au théâtre de la Renaissance à Paris le 11 novembre 1874. Elle a par la suite été représentée à l'Opéra-Comique de Londres et à Berlin (1874), New York, Melbourne, Prague, Budapest et au Carltheater de Vienne (1875). Elle a également été jouée théâtre de chambre Taïrov de Moscou en 1922, sous la direction d'orchestre d'Alexandre Medtner et dans des décors et costumes de Gueorgui Iakoulov.
Parmi les reprises professionnelles récentes, on peut citer celles présentées à l'Odéon de Marseille en 2007 et au Grand Théâtre d'Angers en 2016.

## Historique
Cet opéra bouffe fait partie de la période d'épanouissement de Charles Lecocq. En 1872, il avait déjà connu un succès européen avec la mise en scène de La Fille de madame Angot, la plus célèbre de son répertoire. Les critiques attendaient avec impatience Giroflé-Girofla afin de pouvoir comparer son succès précédent avec cette nouvelle réalisation. Mais Lecocq décide d'offrir au public une œuvre complètement différente et choisit une intrigue dans le style de l'opéra bouffe italien. Il s'adjoint pour cela pour la première fois les services des librettistes Albert Vanloo et Eugène Leterrier. 
Tout comme Les Cent Vierges et La Fille de madame Angot, l'œuvre est créée aux Fantaisies-Parisiennes de Bruxelles avec les mêmes interprètes, Pauline Luigini, Mario Widmer et Alfred Jolly. En revanche, Louis Cantin, directeur des Folies-Dramatiques, refuse la pièce malgré le triomphe un an plus tôt dans son propre théâtre de La Fille de madame Angot. Elle est donc créée au théâtre de la Renaissance par la jeune Jeanne Granier, qui vient de s'y faire remarquer en remplaçant au pied levé Louise Théo dans La Jolie Parfumeuse de Jacques Offenbach et deviendra dans les années suivantes une des plus grandes vedettes des scènes parisiennes.
Devant l'immense succès remporté (avec 220 représentations), le trio poursuivra sa fructueuse collaboration jusqu'à la mort de Leterrier avec La Petite Mariée (1875) La Camargo et La Marjolaine (1878), La Jolie Persane (1879), L'Arbre de Noël (1880) et Le Jour et la Nuit (1881).

## Synopsis
L'action se passe en Espagne vers 1250.

### Аcte I

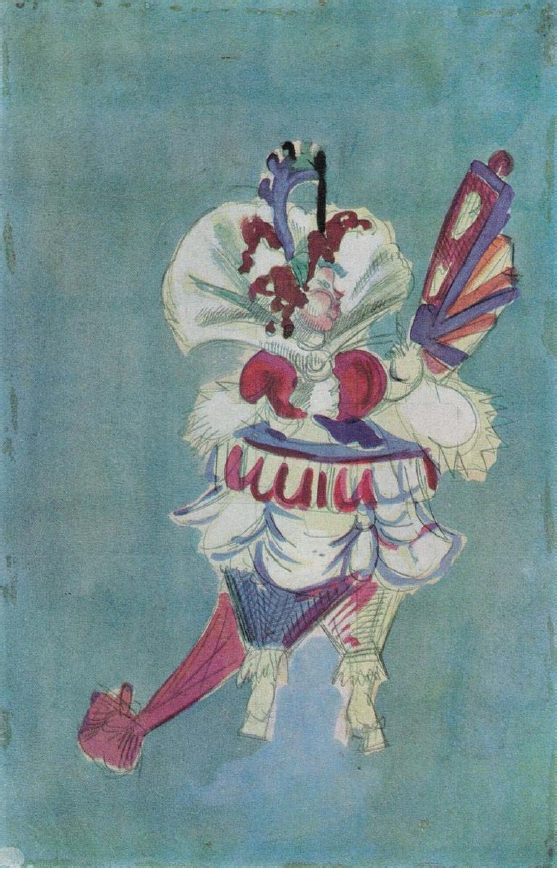
Costume d'Aurore par Gueorgui Iakoulov, Moscou, 1922.

L'action se déroule dans le parc de Don Bolero, gouverneur d'une province espagnole située en bord de mer. Aujourd'hui, deux fêtes vont avoir lieu : les deux filles de Don Bolero se marient, les jumelles Giroflé et Girofla (c'est la même actrice qui joue les deux rôles en intervertissant ses robes : bleu pour l'une et rose pour l'autre).
Ce sont des mariages d'argent. La province espagnole, gouvernée par Don Bolero, est constamment attaquée par des pirates. De plus, le gouverneur doit une importante somme d'argent à la banque Marasquin. Son épouse Aurore organise le mariage de Giroflé avec le fils de Marasquin, tandis que Girofla, sa sœur, sera mariée au prince maure Mourzouk. Don Bolero espère qu'au moins une partie de sa dette sera annulée par Marasquin.
Paquita, la servante de Bolero, conseille aux filles de ne pas s'éloigner de la maison de crainte d'être capturées par les pirates pour être vendues à un harem.
Le fils du banquier, Marasquin Junior, apparaît à l'heure exacte du mariage. Don Bolero suggère toutefois d'attendre pour commencer la cérémonie du mariage que le Prince Mourzouk soit arrivé. Mais Marasquin est très pressé par une affaire urgente. Il refuse d'attendre l'arrivée de l'autre marié et veut que son mariage ait lieu immédiatement. Giroflé, après avoir vu son fiancé, tombe immédiatement amoureuse de lui. Le père cède et le mariage a lieu.
Pendant ce temps, les pirates capturent Girofla, qui s'était éloignée par distraction de la maison du serviteur Pedro. Les pirates l'emportent à bord d'un navire vers un marché d'esclave.
Paquita sonne l'alarme. Don Bolero arrive et se précipite désespérément vers l'amiral Matamoros, l'implorant d'organiser des poursuites après sa fille.
À ce moment, le prince Mourzouk arrive. Il est amoureux de la fiancée, bien qu'il n'en ait vu que le portrait. Il voit Giroflé et la prend pour Girofla. Don Bolero, revenu de chez l'amiral Matamoros, lui explique son erreur, mais Mourzouk exige que Girofla lui soit présentée dans les dix minutes. Après dix minutes, il s'en va, emportant avec lui Marasquin.
Effrayés par la férocité des Maures, les parents persuadent Giroflé de se faire passer pour sa sœur Girofla et de se marier avec Mourzouk. La fille tente de résister, mais c'est en vain.
Les parents sont désespérés. Que faire si leur fille ne revient pas ? Giroflé ne peut pas se marier à deux hommes.

### Acte II

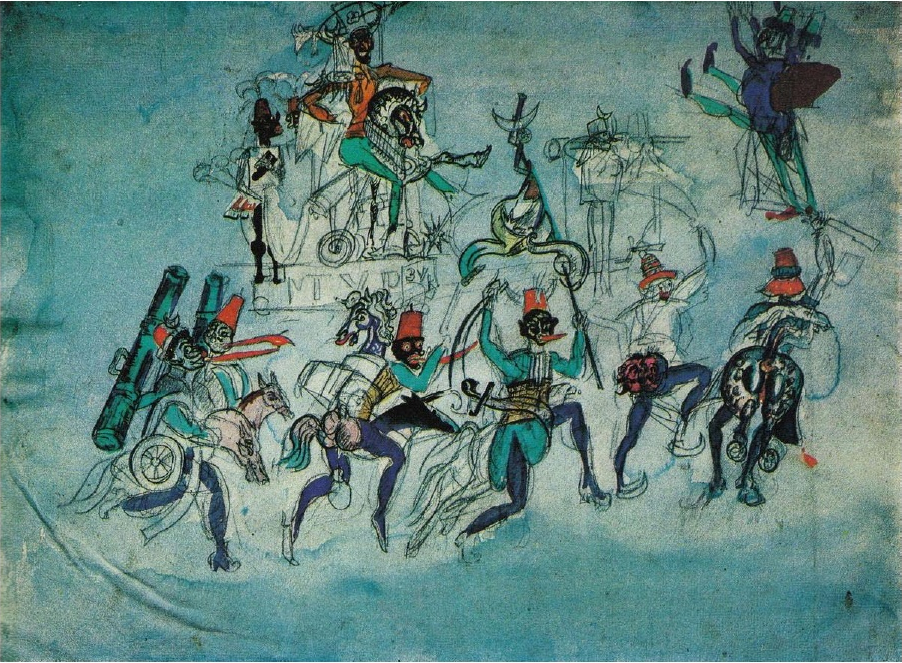
Danse des Maures et de Mourzouk par Gueorgui Iakoulov, Moscou, 1922.

Giroflé est enfermée dans sa chambre alors qu'Aurore doit communiquer avec les deux fiancés qui doivent attendre jusque minuit pour voir leur conjoint. Cela leur est difficile à supporter explique Aurore.
Pedro échappe aux pirates et vient dire que Matamoros refuse d'attaquer les pirates jusqu'à ce qu'il ait reçu 10.000 piastres. Les parents des jeunes filles vont dans leurs coffres.

### Acte III
Mourzouk est furieux et il exige que l'on cesse de lui cacher sa femme. Giroflé doit de nouveau se faire passer pour Girofla.
Soudain surgit Marasquin, à qui on explique que c'est Giroflé. S'ensuit une dispute. Don Bolero avoue à Mourzouk le subterfuge concernant les deux filles. Mais à ce moment, Girofla libérée des pirates revient en scène. Elle se jette au cou de son mari, le Maure bien-aimé. Le festin continue à la joie de tous.

## Distribution de la création
| Rôles                                                                                        | Voix                     | Fantaisies-Parisiennes, Bruxelles | Folies-Dramatiques, Paris |
| -------------------------------------------------------------------------------------------- | ------------------------ | --------------------------------- | ------------------------- |
| Don Bolero d'Alcaracas, gouverneur espagnol                                                  | baryton                  | Alfred Jolly                      | Alfred Jolly              |
| Aurore, son épouse                                                                           | mezzo-soprano            | Mme Delorme                       | Alphonsine                |
| Giroflé et Girofla, leurs filles jumelles                                                    | soprano                  | Pauline Luigini                   | Jeanne Granier            |
| Paquita, servente de Bolero                                                                  | soprano                  | Marie Blanche                     | Augusta Colas             |
| Pedro, serviteur de Bolero                                                                   | mezzo-soprano (travesti) | J. d’Alby                         | Laurent                   |
| Marasquin, futur marié de Giroflé                                                            | ténor                    | Mario Widmer                      | Félix Puget               |
| Mourzouk, prince maure, futur marié de Girofla                                               | baryton                  | Paul Giret                        | Vauthier                  |
| Le Chef des pirates                                                                          | basse                    | Leroy                             | Gobereau                  |
| Le Parrain                                                                                   |                          | Durieu                            | Cosmes                    |
| Le Notaire                                                                                   |                          | Achille                           | Fournier                  |
| Pirates, soldats maures, marins, hommes et femmes, amis de Giroflé et Girofla, femmes maures |                          |                                   |                           |

## Numéros musicaux

### Acte I

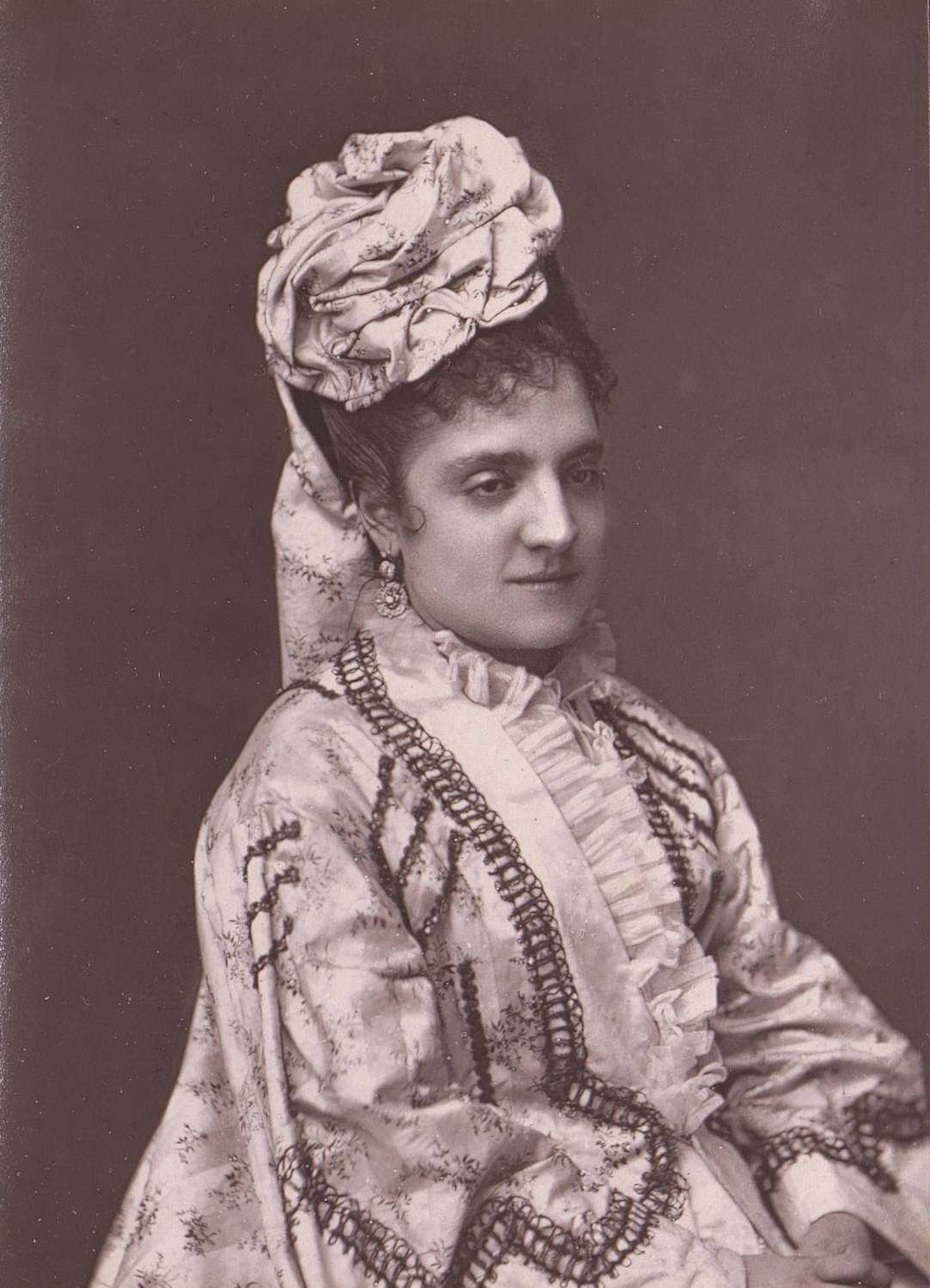
Pauline Luidgini dans Giroflé-Girofla à Bruxelles en 1874.

- Chœur « Que chacun se compose un visage joyeux » (Pedro et chœur)
- Ballade « Lorsque la journée est finie » (Paquita)
- Couplets « Pour un tendre père »  (Boléro)
- Couplets de Giroflé « Père adoré, c'est Giroflé » (Giroflé)
- Couplets de Girofla « Petit papa, c'est Girofla » (Girofla)
- Couplets de Marasquin « Mon père est un très-gros banquier » (Marasquin)
- Chœur « À la chapelle on vous appelle »
- Couplets de la présentation « Ciel! qu'ai-je ressenti là ? »  (Marasquin, Giroflé)
- Scène et chœur « Mais où donc est mon autre fille » (Aurore, Marasquin, Boléro)
- Chœur des pirates « Parmi les choses délicates
- Duo « C'est fini, le mariage » (Marasquin, Giroflé)
- Marche mauresque et entrée de Mourzouk « Majestueux, et deux par deux »
- Couplets « Ce matin l'on m'a dit : “Ma fille” » (Giroflé)
- Chœur « Voici l'heure et le moment »
- Sextuor « Comme elle ressemble à sa sœur »
- Final I « À la chapelle on vous appelle »

### Acte II
- Entracte

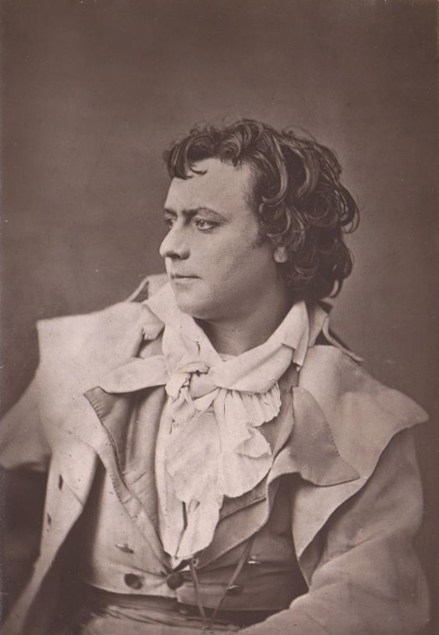
Mario Widmer, créateur de Marasquin à Bruxelles en 1874.

- Chœur des hôtes « Nous voici, monsieur le beau-père »
- Chœur « A table, à table, à table »
- Duo « Papa, papa, ça n' peut pas durer comm' ça » (Giroflé, Boléro)
- Chanson de la jarretière « Nos ancêtres étaient sages »  (Marasquin)
- Galop « Écoutez cette musique »
- Quintette « Matamoros, grand capitaine » (Giroflé, Pedro, Paquita, Aurore, Boléro)
- Morceau d'ensemble « Bon appétit, belle cousine ! »
- Brindisi « Le punch scintille » (Giroflé)
- Final II :
  - Chœur « Ah ! qu'il est bon »
  - Scène « Qu'est-ce que cela »
  - Andante « Ô Giroflé, fleur d'innocence »
  - Final « Ah! le canon »

### Acte III
- Entracte
- Aubade « Voici le matin »
- Duo « En tête-à-tête, faire la dînette »  (Marsaquin, Giroflé)
- Couplets dialogués « En entrant dans notre chambrette » (Marasquin, Giroflé)
- Rondeau « Soyez généreux, soyez magnanime » (Giroflé, Aurore, Marasquin, Boléro)
- Chanson mauresque « Ma belle Girofla » (Mourzouck)
- Ensemble « Au diable l'animal »
- Chœur « Il est temps de nous mettre en voyage »
- Couplets du départ « Certes dans toute circonstance » (Boléro, Mourzouk, Giroflé)
- Ensemble « Je flaire quelque mystère »
- Final III « Matamoros, grand capitaine »

### Discographie
- Giroflé-Girofla, avec Lina Dachary (Giroflé-Girofla), Freda Betti (Aurore), Janette Levasseur (Paquita), Michel Hamel (Marasquin), Gaston Rey (Mourzouk), Joseph Peyron (Boléro d’Alcarazas), Chorale lyrique et orchestre lyrique de l'ORTF, Marcel Cariven (dir.) - Musidisc, 1963